# 履歴書

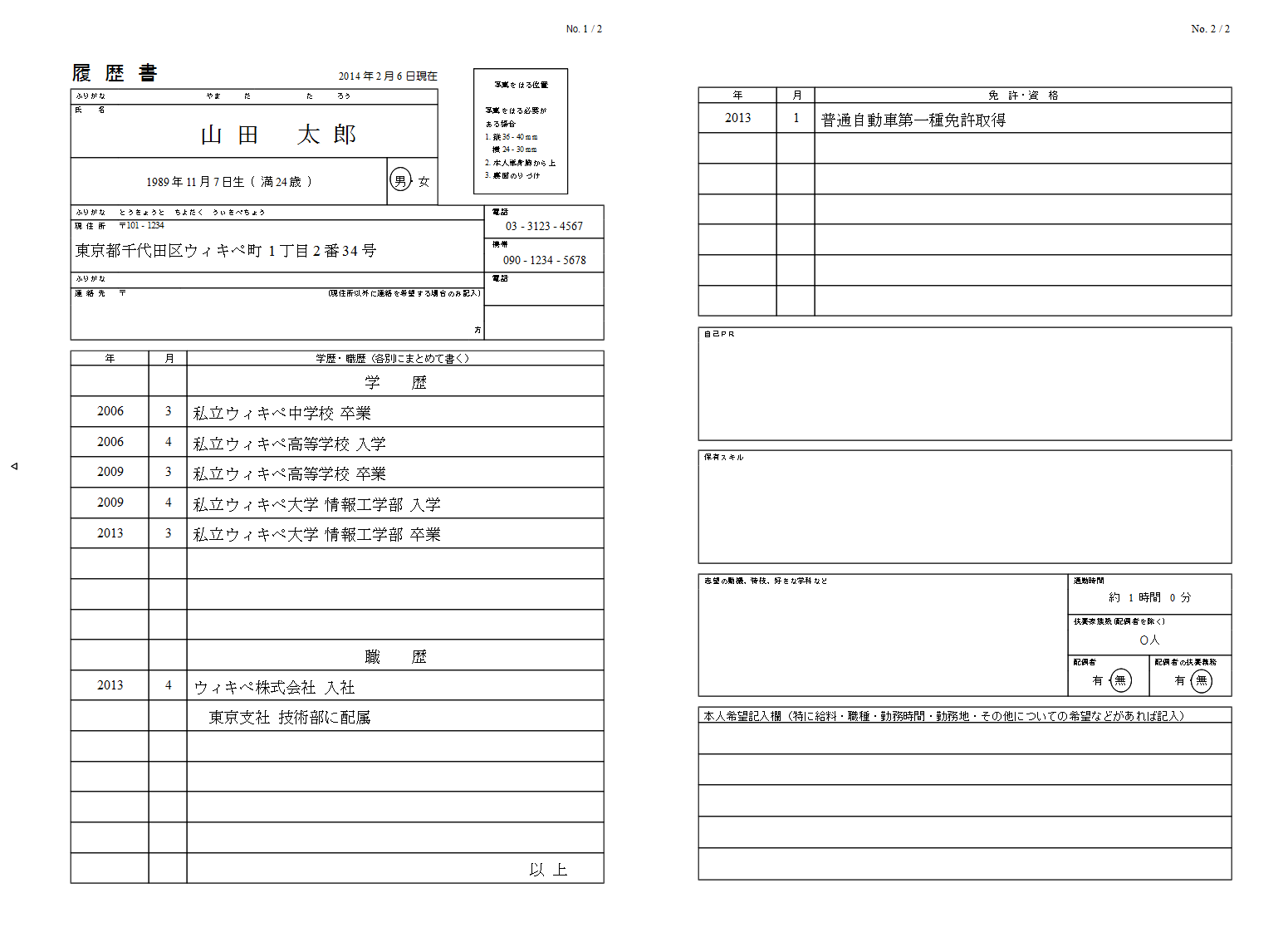
日本における履歴書の一形態

履歴書（りれきしょ 英語：résumé, resume）は、
学業や職業の経歴など人物の状況を記した書類のことで、就職や転職時に選考用の資料として用いられる。
昭和30年頃までは特定の用紙はなく、必要事項を全て筆で縦書きしていた(履歴書用紙が出来た時期や詳細は不明)。
また、学歴や職歴によって給与や資格などを決定する手続き（査定）において、それを証明する各種の書類とともに提出する。多くの企業では応募時の提出を求めているが、企業側で用意した独自の書類（エントリーシートなど）に履歴書と同等の内容を記入させる企業もあり、必ずしも履歴書が必要とは限らない。

## 様式
履歴書は採用する企業によって様式が指定されていることもある。国によってはアンコンシャス・バイアス（無意識の偏見）を排除するため、性別、年齢、人種の記入や顔写真の添付などを法律で禁じている。
日本では2020年まで日本産業規格（JIS）で様式例が定められ、多くのメーカーがこれを参考にした記入欄を設けた履歴書を販売していた。しかし、様式例にあった性別や年齢、顔写真の欄が偏見を助長するとして2020年にJIS規格の履歴書から様式例が削除され、企業側では新しい履歴書の基準や採用方法が模索されている。履歴書として市販のものを用いるのではなく、ウェブサイト上からダウンロードしたものや、Microsoft WordやPDFなどのファイルフォーマットを指定する企業も増えている。
アメリカ合衆国およびカナダの英語圏地域にて用いられるレジュメ（フランス語：Résumé）日本では英文履歴書とも呼ばれ、日本では履歴書に近く、カリキュラム・バイティーまたは、カリキュラム・ビタエ（ラテン語：Curriculum Vitae）が日本で言う職務経歴書に近いものとなる。
芸能人では『芸歴書』と称するところもある。

## 日本の履歴書
日本ではJIS Z 8303「帳票の設計基準」の附属書にある様式例に準じた履歴書用紙が市販品として流通している（なお2020年にJIS Z 8303の様式例から履歴書が削除された）。JIS Z 8303にはあくまで帳票を作成する際の様式の例として掲載されており、個人に使用を義務づける法令は存在しない。JIS準拠の他に、一般用・転職用・パート／アルバイト用などの様々な様式がある。
通例、履歴書を作成する時は、市販の履歴書用紙に必要事項を記入し、上半身を写した証明写真（縦4センチ・横3センチが一般的）を貼付することが多い。用紙サイズはB4タイプ（二つ折りにしてB5サイズ）が主流だが、A4タイプのものもある。
選考で不採用となった場合、不採用を伝える旨の書面と共に、履歴書を志望者に返却する場合はあるものの、法律で義務づける根拠がないため、募集時に「履歴書は返却しない」（廃棄する）旨を提示する事業所も存在するが、記載された個人情報が漏洩し悪用される危険性もあるため問題視されている。また、選考を辞退した場合も、志望者本人に返却する場合があり、どちらにしても履歴書の返却は、法律で義務付けられていない。
個人情報の保護に関する法律施行後は、履歴書を就業利用以外に利用したり、漏洩した場合安全管理措置義務違反として行政処分の対象となるが、故意に返却しない行為は処分の対象にならない。

### 記載事項の例
用途によっては、以下に示した例の他に特技や趣味などの欄を設けた様式を使用したり、就職活動では大企業や中堅企業でエントリーシートと呼ばれる独自の様式を使用する場合があり、印鑑も必要とする場合がある（インキ浸透印による押印は不可とする企業も多い）。
- 氏名、ふりがな
- 性別（記入を求めない場合もある[7]）
- 生年月日、満年齢
- 郵便番号、現住所
- 電話番号（固定・携帯電話）
- 電子メールアドレス（記入欄のない場合もある）
- 連絡先（現住所以外に連絡を希望する場合のみ記入）
- 学歴、職歴
- 資格、免許（運転免許証など）、検定○級（英検）、TOEIC○点など（資格名以外にも、認定団体の名称を書くことが多い）
- 賞罰（表彰歴および前科のこと。最近の市販履歴書（JIS規格など）では記入欄を設けていない）
- 志望の動機
- 本人の希望（給料、職種、勤務時間、勤務地など）
- 自己PR
- 通勤時間
- 扶養家族（配偶者除く）の人数（最近の市販履歴書には欄を設けていないものもある）
- 配偶者およびその扶養義務の有無（最近の市販履歴書には欄を設けていないものもある）
- 本人が未成年の場合は、保護者の氏名、郵便番号、住所、電話番号（最近の市販履歴書には記入欄を設けていないものもある）

誤字・脱字など書き損じた場合は、修正液や訂正印で書き直さずに、再び新しい用紙で書き直す。

### 慣習と傾向
履歴書を一律に指定する法律は無いため、求められる書式や作成方法は一定ではない。日本の場合、一部の企業や公共職業安定所（ハローワーク）などは「手書き」（自筆）で記載するよう指示しているが、パソコン（ワープロ・表計算など）で作成し、印刷したのを持参するか、電子メールに添付し送信するよう求める場合もある（パソコンやプリンターがなく、または電子メールが利用できない場合は、手書きでも構わない）。
求人情報などで履歴書の提出を求める場合、
- 手書きのみ（パソコンでの作成は不可）
- 手書き、パソコンでの作成のどちらも可
- パソコンでの作成のみ（やむを得ない場合は手書きも可）
- パソコンでの作成のみ（手書きは不可）

のどれにすればよいかを指定することがほとんどなく、応募者も判断に迷うため、インターネット上でも「パソコン」と「手書き」のどちらが良いかで論争が巻き起こっている。完全な結論には達していないものの、少なくとも現在は手書き→パソコンへの過渡期を迎えており、2005年時点で、パソコンを許容する企業も約95%を占めるようになった。
手書きで履歴書を作成すると、手間と時間はかかるが、パソコンであれば短時間で同じものが何枚も作成（複写）できるうえ、誤字や内容の変更（作成時の日付、住所の変更、資格の追加、通勤にかかる所要時間、志望動機など）も容易に修正できる。つまり、パソコンを使用した方が、より多くの企業に応募ができるため、そういった意味ではパソコンで履歴書を作成した方が有利と考えられ、さらにパソコンがある程度扱えるという証明にもなるが、前述通り「短時間で大量に作成できる」ことから、およそ半数の採用担当者は手間をかけた「手書きの履歴書の方を評価する」という調査結果もある。
また、「手書きの文字には人柄が表れる」という考えの下で、あえて「手書きの履歴書のみ」という条件をつけ、それ以外は採用しないという企業もある。手書きを条件とする企業は、文化的な職種や創業年数の古い「老舗」と評されるような、伝統を重んじる企業が多い傾向にある。
「手書きに手間と時間をかけるのを嫌うことで、応募者が減る」ため、人事側としては手間が省ける。しかしながら、「手書きの履歴書を書いてくる応募者」が「そうでない応募者よりよい」人材ということは一概に言えず、他の部署にとっては、自ら選択肢（応募者）をわざわざ狭めているため、企業全体としては、むしろマイナス要因とも考えられる。

### 項目の変遷
記入項目について、2020年7月まで日本産業規格に様式例が定められていた。市販の履歴書には記入項目に若干違いがあり、趣味・特技・得意学科・性格・家族欄があるものから、職務経歴書が付属されているものもある。
かつては本籍欄・家族構成欄がある履歴書も多数市販されていたが、部落差別や思想・信条の詮索につながるという問題から、削除された。また、賞罰欄についても、前科照会事件において「前科は本人の同意なくみだりに開示されない」と最高裁判所で確定判決が出されたことから、それ以降から削除されている。
また、印章の押印欄も、印影で偽造され、成りすましや銀行預金が引き出される危険性があるため、偽造防止のため設けられなくなった。
2020年2月、特定非営利活動法人「POSSE」が、履歴書の性別欄の削除を求めてChange.orgで署名活動を開始。さらに別の団体により2020年3月には年齢欄、2020年9月には証明写真欄の削除を求める署名活動が開始され、合わせて2万4千人を超える署名が集まり、経済産業省に提出された。
2020年7月9日に日本規格協会は、JIS履歴書の様式例を削除した。それを受けてコクヨは、性別欄の無い履歴書を2020年12月23日に発売し、厚生労働省は新たな履歴書様式例について、2021年（令和3年）4月16日に公表し、性別欄はあるが空欄で「性の書き込みは任意」とした。

## アメリカの履歴書
アメリカ合衆国では、紙の履歴書も極僅かに使われてはいるものの、インターネットの普及以降は「ジョブサイト」や「LinkedIn」で就職情報を交換するため、ファイルフォーマットでの履歴書が合理的かつ一般化している。2023年の「American Journal of Health-System Pharmacy」という厳密なジャーナルによると、履歴の中で最も重要なのは職歴と課外活動である。また応募者の「熱意」や「忠誠心」などの精神的なものより、「即戦力として貢献できるか」を重視する実理的文化風土のため、電子メールに履歴書を添付したり、ファクシミリで送ることも一般的である。
特に、ある程度以上の規模の企業では、実際の募集部署に履歴書が届く前に人事担当者や就職エージェントによる前段階選別（プリスクリーニング）が行われ、ファイルフォーマットの履歴書は、募集職に関連したキーワードをコンピュータで検索するのに適しているので重宝がられる。逆に手書きの履歴書は、書き手によっては読みにくい場合があることと、「パーソナルコンピュータでビジネス文書の作成すらできない」ことの証拠にもなるため、まず使われることはない。
特に定まった書式はなく「自由形式」であるが、典型的には以下のような項目と順序で作成する。
- 氏名及び連絡先（必ず氏名を書く必要は無く、ニックネームがある場合はここに書く）
- 目的：求職している地位（管理職、エンジニア、販売員など）
  - 事業分野（建設、小売、医療など）
  - 職務分野（開発、顧客管理、研究など）
- 自己紹介ハイライト：得意分野、過去の功績、特殊技能など。
- 資格：政府のセキュリティクリアランス、機械操縦免許、在留資格（査証）など、職務に直接関係する特殊なもののみ。
- 職歴：最近のものから、逆時系列順に以下の項目（応募職務分野に関係ないものやアルバイト的なものは記載しないこともある）
  - 肩書き（カストマサポートエンジニア、電話オペレータなど）
  - 会社名、事業部門、所属部署、場所（州と市）
  - 期間（月・年ー月・年）
  - 担当職務、成果など（最も重要）
- 学歴：最終学歴のみ、または大学以上の高等教育機関や職業訓練機関は名称、コース（分野）、期間もしくは卒業・中退・終了時期、取得資格・学位を列挙
- その他：職歴と学歴に記載できない職務に関連した自己アピール、または勤務地・勤務形態・勤務時間の希望など
- 照会先：応募者の身分・経歴の問い合わせ先（氏名・連絡先・関係）もしくは「要求に応じる」との一文。近年では省略されることが多い

日本の履歴書と比較すると、以下の事柄が特徴的である。
- 職務に直接関係する本人の情報のみ記載（趣味や家族構成、普通自動車免許などは書かない）
- 職歴・学歴は最新のものから逆時系列的に列挙
- 性別・年齢・生年月日の記述、顔写真の添付を要求することは、子役やモデルや俳優など、企業側が合理的理由による明確な説明責任が立証出来ない限り、年齢や容姿・人種及び民族などによる、人種差別・年齢差別・就職差別に繋がるので、記載は禁止かつ質問も違法である。よって、履歴書には記載・添付せず、入社が正式に決まり、初出社の社員登録時に誕生日を記入することになる[18]。

また、生地、出身、就業可能資格（市民権・査証）確認以外の目的での国籍、信仰する宗教・宗派、家族構成、健康・障害者状態などによる就職差別も、同様に違法となるので、会社側は要求できないが、記載することは本人の自由である。
ただし、麻薬・覚醒剤などの違法薬物の使用の前歴の審査は厳しく、会社によっては採用決定前に会社の指定する検査機関で、薬物使用の有無を検査することを要求される。同様に、過去に重罪の犯歴がないかどうかを専門機関（探偵）に調査させる会社もあるが、この場合も調査に必要な情報（現在及び過去の氏名と住所、生年月日、社会保障番号など）は会社には渡さず、調査機関のみに開示する。
履歴書のスペースに書ききれない、自己PRおよび「熱意」の表現として、「カバーレター」と呼ばれる、簡潔な手紙を添えることもある。

## バイオグラフィー
英語のバイオグラフィーには経歴や略歴のほか、伝記や人物紹介の意味もある。
自伝や歴史などのタイトルとして『○○の履歴書』などの表現を使うことがある（例 『巨人、大鵬、卵焼き 私の履歴書』 大鵬幸喜著、『辛抱の履歴書』 水戸泉眞幸著、日本経済新聞リレー連載コラム『私の履歴書』）。